# Slížany
Slížany (německy Slischan) je část města Morkovice-Slížany v okrese Kroměříž. Nachází se na východě Morkovic-Slížan. Prochází zde silnice II/428. Je zde evidováno 164 adres. Trvale zde žije 375 obyvatel.
Slížany je také název katastrálního území o rozloze 6,06 km.2

## Název
Na vesnici bylo přeneseno původní pojmenování jejích obyvatel Slězěné, jehož výklad není zcela jasný. Pravděpodobně znamenalo „Slezané“, tedy lidé ze Slezska. Protože z jihu Moravy jsou doložena místní jména odkazující na Polsko (Osvětimany, Vnorovy), jedná se o pravděpodobný výklad. Méně pravděpodobným základem obyvatelského jména Slězěné bylo říční jméno Slěza a jeho význam by tak byl „lidé od (řeky) Slězy“. Samohláska v první slabice (písemně poprvé 1520) je výsledkem nepravidelného (nářečního) hláskového vývoje.

## Historie
První písemná zmínka o obci pochází z roku 1351 (Slezan).
V 15., 16. a 17. století se Slížany staly významnou základnou Jednoty bratrské. Údajně zde stával kostel a výchovný dům, který byl postaven někdy před rokem 1530.
Roku 1557 se zde konala synoda Jednoty bratrské, při které byl Jan Blahoslav zvolen biskupem.
Roku 1960 byly Slížany sloučeny s Morkovicemi do obce Morkovice-Slížany.

## Obyvatelstvo

### Struktura
Vývoj počtu obyvatel za celou obec i za jeho jednotlivé části uvádí tabulka níže, ve které se zobrazuje i příslušnost jednotlivých částí k obci či následné odtržení.
| Místní části   | Místní části | 1869 | 1880 | 1890 | 1900 | 1910 | 1921 | 1930 | 1950 | 1961 | 1970 | 1980 | 1991 | 2001 | 2011 |
| -------------- | ------------ | ---- | ---- | ---- | ---- | ---- | ---- | ---- | ---- | ---- | ---- | ---- | ---- | ---- | ---- |
| Počet obyvatel | část Slížany | 540  | 616  | 637  | 675  | 686  | 713  | 646  | 512  | 444  | 425  | 354  | 379  | 375  | 361  |
| Počet domů     | část Slížany | 92   | 104  | 117  | 126  | 130  | 133  | 143  | 146  | –    | 126  | 114  | 138  | 149  | 153  |

## Pamětihodnosti
- Zvonice
- Pískovcový kříž (u zvonice)
- Kaple sv. Anny

## Fotografie

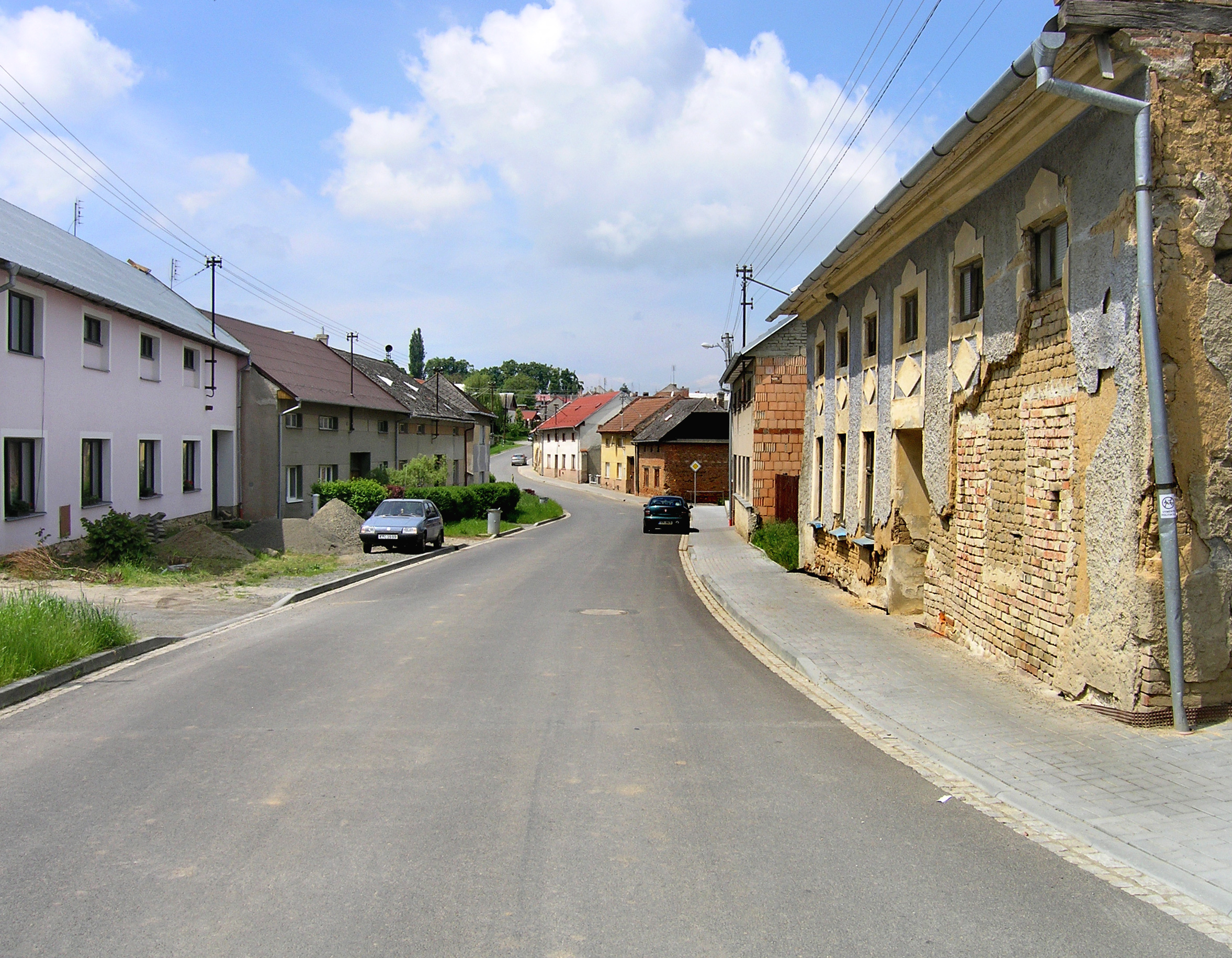
Hlavní silnice
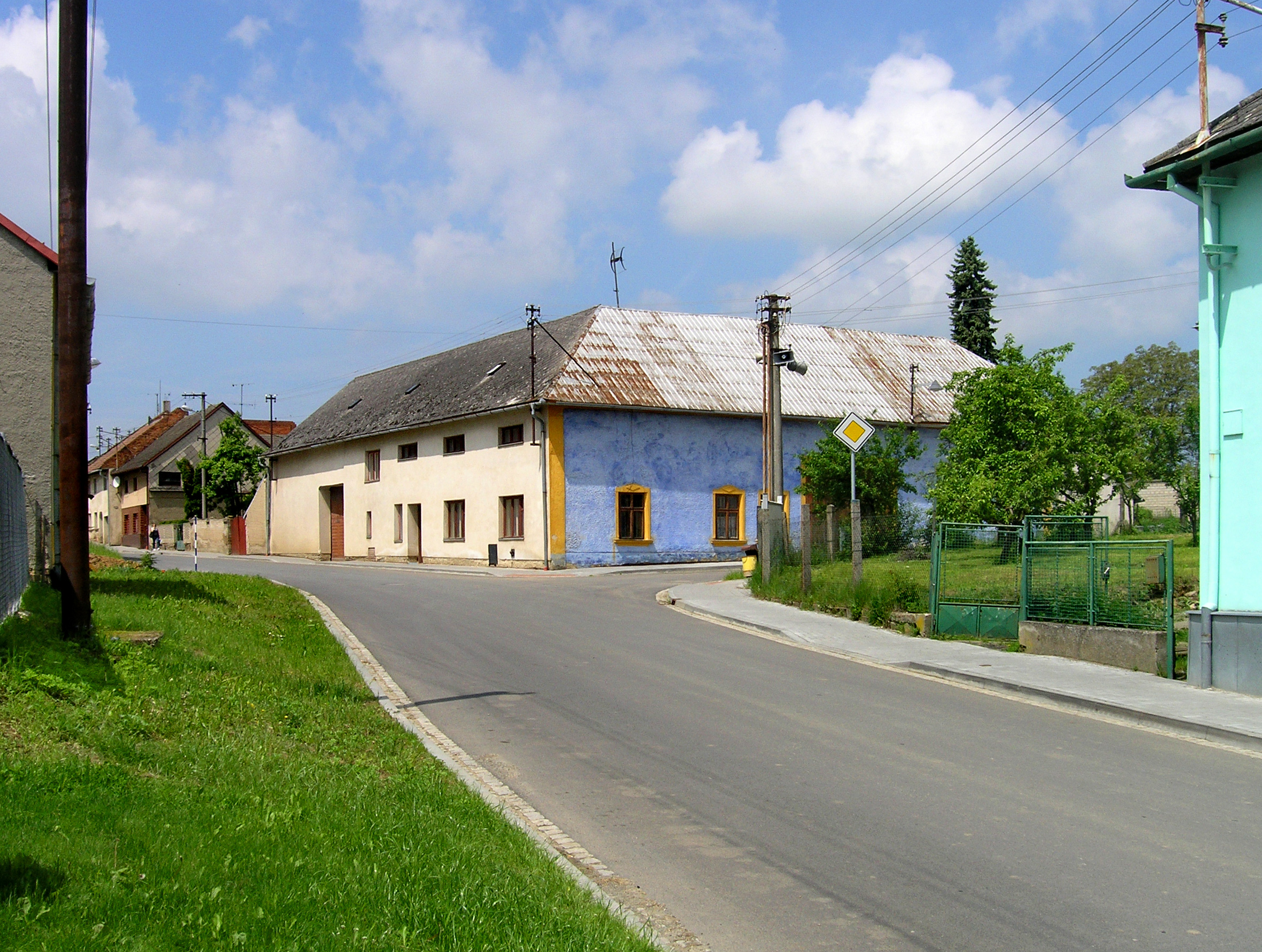
Dům na křižovatce
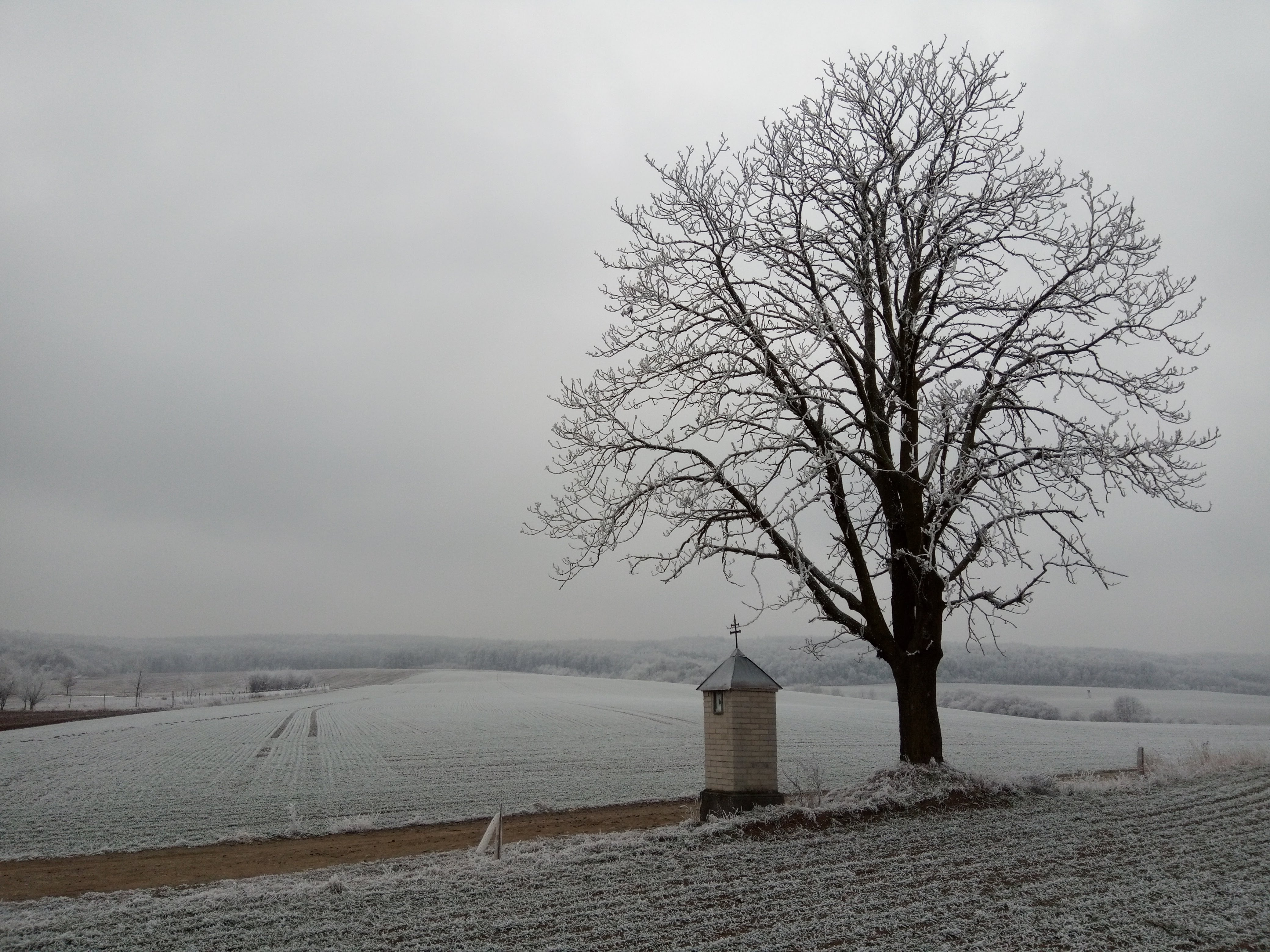
Boží muka ve Slížanech